# Тропа Султана
Тропа Султана (англ. Sultans Trail) — туристический пешеходный маршрут Европы, начинающийся в Вене и заканчивающийся в Стамбуле. Проходит через территории Австрии, Словакии, Венгрии, Хорватии, Сербии, Румынии, Болгарии, Греции (Восточная Македония и Фракия) и Турции. Назван в честь турецкого султана Сулеймана Великолепного, который участвовал в завоевании Сербии и Венгрии, а также осаде Вены. Дорога отслеживает путь Сулеймана Великолепного к Вене, начавшийся 10 мая 1529 года в Стамбуле и закончившийся в Вене 23 сентября, через 141 день. Это был самый серьёзный воинский поход Османской империи на запад, но он закончился разгромом у стен Вены (в 1532 году вторая попытка не увенчалась успехом). В 1566 году Султан повёл свою армию в последний раз в бой, но умер в Сигетваре (Венгрия).
В наши дни тропа Султана является символом объединения людей всех национальностей, вероисповеданий и культур. Тропа начинается у собора Святого Стефана в центре Вены, чьи колокола были отлиты из турецких пушек, и заканчивается у могилы Сулеймана в Стамбуле. Организацией походов по тропе занимаются волонтёры из нидерландской компании «NGO Sultans Trail - A European Cultural Route». За исключением участков в горах Болгарии и Румынии, маршрут доступен всем желающим целый год. На пути встречаются много отелей, пансионатов и различных гостиниц. В Венгрии и Болгарии участники путешествий обязаны носить с собой палатки.

## Маршрут
- Австрия
  - Основной: Вена—Зиммеринг, Швехат, Раухенварт, Траутмансдорф-ан-дер-Лайта, Вильфляйнсдорф, Брук-ан-дер-Лайта, Рорау, Петронелль-Карнунтум, Хайнбург-ан-дер-Донау, Вольфсталь
  - Пурбахский:  Вена—Зиммеринг, Швехат, Раухенварт, Траутмансдорф-ан-дер-Лайта, Зоммерайн, Брайтенбрунн-ам-Нойзидлер-Зе, Пурбах-ам-Нойзидлер-Зе, Доннерскирхен, Айзенштадт, Санкт-Маргаретен-им-Бургенланд, Мёрбиш-ам-Зее;  Фертёракош, Шопронь, Бреннбергбанья;  Ритцинг, Лакенбах, Вепперсдорф, Санкт-Мартин, Кайзерсдорф, Драсмаркт, Вайнграбен, Карл, Оберрабниц, Пирингсдорф, Маннерсдорф-ан-дер-Рабниц, Клостермариенберг
- Словакия
  - Основной: Девин, Братислава, Чуново, Войка-над-Дунайом, Габчиково, Мале-Косихи, Комарно, Ижа, Радвань-над-Дунайом-Житава, Радвань-над-Дунайом, Моча, Кравань-над-Дунайом, Обид, Штурово
  - Романтический Омара и Фатимы: Девин, Братислава, Марианка, Модра, Гармония, Часта, Добра-Вода, Прашник, Врбове, Чахтице, Нове-Место-над-Вагом, Бецков, Тренчин, Топольчани, Нитра, Нове-Замки, Коларово, Каменична
- Венгрия
  - Основной: Халаси, Дьёр, Тата, Татабанья, Аннавёльги, Эстергом, Сентендре, Будакалас, Будапешт, Сазхаломбатта, Секешфехервар, Дунафёльдвар, Сексард, Батасек, Мохач, Саторхели, Удвар
  - MATS:  Шопронь, Бреннебергбанья;  Ритцинг, Лакенбах, Вепперсдорф, Санкт-Мартин, Кайзерсдорф, Драсмаркт, Вайнграбен, Карл, Оберрабниц, Пирингсдорф, Маннерсдорф-ан-дер-Рабниц, Клостермариенберг;  Кёсег, Шарвар, Шюмег, Кестхей, Сулиман, Чертё, Сигетвар, Печ, Мохач, Саторхей, Удвар
- Хорватия
  - Основной: Тополе, Драж, Подолье, Поповац, Бели-Манастир, Каранац, Кнежеви-Виногради, Грабовац, Дарда, Осиек, Джаково, Винковци, Вуковар, Шаренград, Опатовац, Илок
- Сербия
  - Основной: Бачка-Паланка, Морович, Сремска-Митровица, Мачванска-Митровица, Ярак, Шабац, Белград, Гроцка, Смедерево, Смедеревска-Паланка, Свилайнац, Деспотовац, Парачин, Крушевац, Ниш, Нишска-Баня, Бела-Паланка, Пирот, Димитровград
  - Султанский: Бачки-Брег, Бездан, Бачки-Моноштор, Сомбор, Апатин, Бач, Бачка-Паланка, Нови-Сад, Петроварадин, Сремски-Карловци, Крушедол-Село, Сатринци, Добродол, Люково, Голубинци, Войка, Нови-Бановци, Земун
- Румыния
  - Основной: Тимишоара, Хунедора, Дева, Алба-Юлия, Сибиу, Питешти, Бухарест, Джурджу
- Болгария
  - Основной: Калотина, Драгоман, София, Нови-Хан, Ихтиман, Пазарджик, Стамболийски, Пловдив, Садово, Первомай, Минерални-Бани, Хасково, Харманли, Любимец, Свиленград
  - Мюбаделе (после Софии): Витоша, Самоков, Рильский монастырь, Рила, Велинград, Борино, Триград, Мугла, Смолян, Мадан, Ардино, Кырджали, Ивайловград
- Греция
  - Основной (в Восточной Македонии и Фракии): Орменио, Дикая, Марасия, Кастанеэ
  - Мюбаделе (после Ивайловграда): Кюпринос, Комара, Фюлакио, Элайя, Плати, Арзос, Ризия, Кастанеэ
- Турция
  - Основной: Капыкуле, Кемалькёй, Карабулут, Сараякпынар, Сырпсындыгы, Аварыз, Эдирне, Кёзенчифштлигы, Сёгютлюдере, Хаскёй, Хамзабей, Улучынар, Ахметбей, Карлы, Халлачлы, Инцегыз, Чаталджа, Дурсункёй, Сазлыбосна, Хачымашлы, Пиринчи, Мечеть Султана Эйюпа, Фатих, Мечеть Сулеймание (Стамбул
  - Авьолу (после Эдирне): Хыдырага, Караюсуф, Ортакча, Каваклы, Ягчылы, Сюлоглу, Бююк Герделли, Долхан, Пашайери, Коюнбаба, Кыркларели, Кызылкыкдере, Юскюпдере, Карынчак, Кайнарча, Пынархисар, Эренлер, Пойралы, Доганча, Девели, Визе, Окчулар, Эвренли, Чакыллы, Кавачык, Сарай, Кючюк-Йончалы, Сафаалан, Бинкилич, Айдынлар, Яйлачык, Гюмюшпынар, Ихсание, Акалан, Дагыениче, Боялык, Дурсункёй (далее см. основной).